# Henri Thomas (1878-1972)
Pour les articles homonymes, voir Thomas et Henri Thomas (homonymie).
Henri Joseph Thomas est un peintre, sculpteur, aquafortiste et dessinateur belge né à Molenbeek-Saint-Jean en 1878 et décédé à Bruxelles en 1972,,,. Il fut élève a Académie royale des beaux-arts de Bruxelles et fait ses débuts avec une Vénus de bar, présentée au Concours Godecharle en 1909. Il exposa au Cercle artistique et littéraire de Bruxelles en 1906, 1909 et 1921, et à la Société nationale des beaux-arts, à Paris en 1906, 1907, 1908 et 1910. Son œuvre L'Etoile était exposée au Musée communal des Beaux-Arts d'Ixelles et à l'Exposition Triennale à Liège en 1928. Il se spécialisa dans les nus, figures de belles femmes et les fleurs, mais aussi dans les paysages. On trouve certaines de ses œuvres aux musées de Bruxelles, Bruges et Liège.
Son travail d'illustration inclut La toison de Phryné, des poèmes érotiques publiés en 1913 par le poète belge Théodore Hannon,, avec 11 eaux-fortes en divers tirages monochromes et bichromes. Il a également illustré (frontispice) Du cœur aux lèvres de Lucien Solvay et Les Diaboliques de Jules Barbey d'Aurevilly,
Henri Thomas a vécu à Bruxelles à 54 Rue de Gouvernement-Provisoire vers 1905, à 44 rue Hydraulique vers 1907 et a déménagé à la 28 Rue du Berceau, où il a vécu pendant l’entre-deux-guerres. Il est décédé à Bruxelles le 22 novembre 1972.

## Expositions
- 1905, Paris: Salon de la Société Nationale des Beaux-Arts (Vénus)[10].
- 1906, Bruxelles: Cercle Artistique et Littéraire[1]
- 1906, Paris: Salon de la Société Nationale des Beaux-Arts (L'habituée)[6],[12]
- 1907, Paris: Salon de la Société Nationale des Beaux-Arts (L'oiseau du paradis, Coin de music-hall[11], Le rideau de zéphir).
- 1908, Paris: Salon de la Société Nationale des Beaux-Arts (Symphonie et comparaison (villageoise et citadine))[13]
- 1909, Bruxelles: Cercle Artistique et Littéraire[1]
- 1910, Bruxelles: Cercle Artistique et Littéraire
- 1910, Paris: Societé Nationale des Beaux-Arts (La dame aux gants noirs)[1],[14]
- 1912, Venise: Dixième Biennale de Venise.
- 1921, Bruxelles: Cercle Artistique et Littéraire[1] (Coquetterie). Exhibition with Alexandre Marcette and Victor Creten.
- 1926, Bruxelles: Dixième exposition de La Gravure Originale Belge, La Maison de Livre.
- 1988, Bruxelles: Art Déco Belgique 1920-1940, Museum d'Ixelles (Les désemparés, L'étoile)[5].

## Œuvres
- Portrait du grand-père de H.J. Thomas, 1901. Huile sur toile, 54 x 42 cm, signé.
- L'habituée, 1904. Exposé au Salon de la Société Nationale des Beaux-Arts à Paris, 1906[6].
- Vénus. Barcelona[10].
- Elégante au robe noir, 1904-1905. Oil on canvas, 120 x 100 cm.
- Coin de music-hall. Exposed at the Salon of the Société Nationale des Beaux-Arts in 1907[11].
- La brune aux yeux verts, vernis mou
- La table réservée, 1911. Groeningemuseum (au dépôt), Bruges, Belgique.
- Danseuse de cabaret. Liege, Belgique.
- Femme nue allongée, non daté. Huile sur toile, 60 x 73 cm. Signé.
- Nue féminin dans un intérieur, non daté. Huile sur toile, 100 x 74 cm, signé.
- Deux femmes agenouillées tenant une statuette, non daté. Huile sur toile, 60 x 73 cm, signé.
- Fleurs (Flowers). Collection privée.
- La Dame au collier. Gravure, 33 x 56 cm. Collection particulier, Amsterdam.
- Monotype!, non daté. Monotype sur papier, 49 x 34.5 cm, signé. Collection particulier, Amsterdam.
- L'étoile, non daté. Huile sur toile, 174 x 124 cm, Collection privée, Bruxelles[5].
- Les désemparés, non daté. Huile sur toile, 138 x 106 cm, Collection R. Clicteur-Dobellaere, Maldegem[5].
- Prostituée enceinte, non daté. Huile sur carton, 29.5 x 23 cm, signé.